# 일라이 로스
일라이 로스(Eli Roth, 1972년 4월 18일 ~ )는 미국의 영화 감독 및 배우이다.

## 작품 목록

### 감독
- 케빈 피버 (2002)
- 호스텔 (2005)
- 호스텔 2 (2007)
- 그라인드하우스 - "Thanksgiving" (2007)
- 그린 인페르노 (2013)
- 노크 노크 (2015)
- 데스 위시 (2018)
- 벽 속에 숨은 마법시계 (2018)
- 해피 땡스기빙 (2023)
- 보더랜드 (2024)

### 배우
- 캐빈 피버 (2002)
- 2001 매니악스 (2005)
- 호스텔 (2005)
- 호스텔 2 (2007)
- 데쓰 프루프 (2007)
- 그라인드하우스 - "Thanksgiving" (2007)
- 바스터즈: 거친 녀석들 (2009)
- 피라냐 (2010)
- 스크림 4 (2011)
- 애프터쇼크 (2012)